# Figueirense Futebol Clube

Bandera del Figueirense FC

El Figueirense Futebol Clube (o simplemente Figueirense) es un club de fútbol brasileño, de la ciudad de Florianópolis en el estado de Santa Catarina. Fue fundado en 1921 y juega en el Campeonato Brasileño de Serie C. Junto con el Avaí Futebol Clube, su clásico rival, son los máximos campeones del Campeonato Catarinense, los dos con 18 títulos.

## Historia
El Figueirense fue fundado el 12 de junio de 1921 como Figueirense Foot-ball Club.
El 12 de abril de 1923, fue uno de los fundadores de la hoy desaparecida "Liga Catharinense de Desportos Terrestres".
En 1932 gana su primer campeonato estatal.
En 1973 el Figueirense se convierte en el primer equipo del estado de Santa Catarina en jugar el Campeonato Brasileño.
En 1987 el Figuirense juega en la segunda división del Campeonato Catarinense, logrando el ascenso a la primera división.
En 2001, termina subcampeón en el Campeonato Brasileño de Serie B, logrando el ascenso a la Serie A.
En 2002, CSR Esporte & Marketing (la compañía de Rivaldo y César Sampaio firma un acuerdo con Figueirense, por el que la compañía es responsable de la administración del equipo de fútbol profesional. El contrato finalizó en 2004.

## Uniforme
- Uniforme titular: Camiseta blanca con una franja negra con mangas negras, pantalón blanco, medias blancas.
- Uniforme alternativo: Camiseta gris con una franja blanca, pantalón negro, medias blancas.

## Estadio
El Figueirense juega sus partidos en el Estadio Orlando Scarpelli inaugurado en 13 de septiembre de 1960 y con una capacidad de 19.908 espectadores.

## Entrenadores
- Hercílio Polli (1935)[11]
- Armando Santana (1936–1937)[11]
- Peru (1937)[11]
- César Seara (1938)[11]
- Pergentino Guimarães (1938)[11]
- Peru (1939)[11]
- César Seara (1939–1940)[11]
- Peru (1940)[11]
- César Seara (1940)[11]
- Peru (1941)[11]
- Raul Caldas (1941–1942)[11]
- Irajá Gomide (1942-1943)[11]
- Darío Letona (mayo de 1943-octubre de 1943)[12][13]
- Carlos Ariza (1944)[11]
- Edgar Câmara (1945)[11]
- Numas Pompílio Cardoso (1946)[11]
- Paraná (1947–1948)[11]
- Francisco Prazeres (1948)[11]
- Moacir Corrêa (1949)[11]
- Izidro Costa (1949)[11]
- Tito Rodríguez (1949)[11][14]
- Izidro Costa (1949)[11]
- Zinder Nascimento Linz (1950)[11]
- Carlos Dantas (1950–1951)[11][14]
- Hercílio Polli (1951)[11]
- Carlos Dantas (1952–1953)[11]
- Cláudio Filomeno (1953)[11]
- Nélson Carril Garcia (interino- 1954)[11]
- Bagé (1954)[11]
- Izidro Costa (1954–1955)[11]
- José Barão (1955)[11]
- Nélson Carril Garcia (1955–1956)[11]
- Osni Marques Neves (1956)[11]
- Walmir Dias (1956–1957)[11]
- Izidro Costa (1957)[11]
- Ciro Soncini (1957)[11]
- Nélson Carril Garcia (1957–1959)[11]
- Waldir Mafra (1959)[11]
- Adão Nogueira Pacheco (1959)[11]
- Nélson Carril Garcia (1960)[11]
- Saul Oliveira (1960)[11]
- Ciro Soncini (1961)[11]
- Walmir Dias (interino- 1961)[11]
- José Dias (interino- 1961)[11]
- Ciro Soncini (1962)[11]
- Nizeta (1962–1963)[11]
- Hélio Rosa (1963)[11]
- Walmir Dias (1963)[11]
- Oswaldo Meira (1963–1964)[11]
- Joni Alves (1964)[11]
- José Amorim (1964–1965)[11]
- Joni Alves (1965)[11][15]
- Dilnei Bilbao (1965–1966)[15][11]
- Osni Marques Nunes (1966)[16]
- Chico Fuleiro (1966)[16]
- Adão Nogueira Pacheco (1967)[11]
- Geraldo Alves (1967)[11]
- Adão Nogueira (1967)[11]
- Nélson Carill Garcia (1967)[11]
- Vaca (1968–1969)[17][18]
- Juca (interino- 1969)[11]
- Romeu Ferreira Del Rei Souza (1969)[11]
- Paulo Soares (1969–1970)[11][19]
- Ítalo Arpino (1970–1971)[11][19]
- Juan Nice Rolan (1971)[11]
- José Firmino (1971)[11]
- Jorge Ferreira (1972–1973)[11][20]
- Iberê Rosa (interino- 1973)[20]
- Antoninho (1973–1974)[11][20]
- Lauro Búrigo (1974–1976)[11]
- Iberê Rosa (interino- 1976)[11]
- Murilo de Carvalho (1976)[11]
- Sérgio Gonçalves Lopes (1976)[11]
- Ocimar Santos Dutra (1976)[11]
- Lauro Búrigo (1976)[11]
- Áureo Malinverni (1976–1977)[11]
- Décio Leite Leal (1977)[11]
- Iberê Rosa (interino- 1977)[11]
- Antônio José Clemente (1977)[11]
- Iberê Rosa (interino- 1977)[11]
- Antônio José Clemente (1977–1978)[11]
- Joel Passos (interino- 1978)[11]
- Lauro Búrigo (1978)[21]
- Jorge Ferreira (1979–1980)[11][22]
- Lauro Búrigo (1980)[22]
- Otacílio Júnior (1981)[23]
- Oberdan Vilain (interino- 1981)[23]
- Leôncio Vieira (1981)[23]
- Carlos Gainete Filho (1981)[23]
- Balduíno (interino- 1981)[23]
- Sérgio Gonçalves Lopes (1982)[24]
- Jaílson Colombi (interino- 1982)[24]
- Edgar Ferreira (1982)[24]
- Juarez Vilela (1983)[11]
- Ivan Farias (1983)[11]
- Danilo Faria Alvim (1983)[11]
- Geraldino (1983)[11]
- Zé Mário (1984)[11]
- Lauro Búrigo (1984)[11]
- Diede Lameiro (1985)[25]
- Ivan Farias (interino- 1985)[25]
- Cavalo y  Jaime Casagrande (interinos- 1985)[25]
- Borba Filho (1985)[25]
- Jorge Ferreira (1986)[26]
- Cavalo (1986)[26]
- Pinheiro (1986)[26]
- Cavalo (1987)[27]
- Homero Cavalheiro (1987)[27][28]
- Pinga y  Casagrande (1987)[27]
- Júlio Espinosa (1988)[29]
- Carlito Macedo (interino- 1988)[29]
- Lauro Búrigo (1988–1989)[29][30]
- Belini (interino- 1989)[30]
- Geraldo Damasceno (1989)[30]
- Luiz Carlos Cruz (?–noviembre de 2000)[31]
- Valmir Louruz (noviembre de 2000–febrero de 2001)[32][33]
- Amauri Knevitz (febrero de 2001–mayo de 2001)[34]
- Gilmar Costa (junio de 2001–2001)[35]
- Vágner Benazzi (agosto de 2001–?)[36]
- Cabralzinho (enero de 2002–abril de 2002)[37][38]
- Muricy Ramalho (noviembre de 2002–diciembre de 2002)[39][40]
- Vágner Benazzi (?–junio de 2003)[41]
- Artur Neto (junio de 2003–agosto de 2003)[42][43][44]
- Capitão (interino- agosto de 2003)[44]
- Luiz Carlos Ferreira (agosto de 2003–septiembre de 2003)[43][45]
- Dorival Júnior (interino- septiembre de 2003/septiembre de 2003–diciembre de 2004)[46][47][48]
- Paulo Comelli (diciembre de 2004–marzo de 2005)[49][50]
- Itamar Schulle (interino- marzo de 2005)[50]
- Marco Aurélio (marzo de 2005–julio de 2005)[51][52]
- Zé Mário (julio de 2005–agosto de 2005)[53][54]
- Simplício (interino- agosto de 2005)[54]
- Adílson Batista (agosto de 2005–junio de 2006)[55][56]
- Heriberto da Cunha (diciembre de 2006–febrero de 2007)[57][58]
- Rogério Micale (interino- febrero de 2007)[58]
- Alexandre Gallo (septiembre de 2007–mayo de 2008)[59][60]
- Guilherme Macuglia (mayo de 2008–junio de 2008)[61][62]
- Paulo César Gusmão (junio de 2008–septiembre de 2008)[63][64]
- Mário Sérgio (septiembre de 2008–noviembre de 2008)[65][66]
- Pintado (noviembre de 2008–marzo de 2009)[67][68]
- João Batista Lopes Abelha (interino- marzo de 2009)[68]
- Roberto Fernandes (marzo de 2009–agosto de 2009)[69][70]
- Márcio Araújo (agosto de 2009–diciembre de 2009)[71][72]
- Renê Weber (diciembre de 2009–febrero de 2010)[73][74][75]
- Márcio Goiano (interino- febrero de 2010)[75]
- Márcio Goiano (febrero de 2010–febrero de 2011)[76][77]
- Jorginho (marzo de 2011–diciembre de 2011)[78][79]
- Branco (diciembre de 2011–mayo de 2012)[80][81]
- Argel Fucks (mayo de 2012-julio de 2012)[81][82]
- Hélio dos Anjos (julio de 2012–agosto de 2012)[83][84]
- Abel Ribeiro (interino- agosto de 2012)[84]
- Márcio Goiano (agosto de 2012–noviembre de 2012)[85][86]
- Fernando Gil (interino- noviembre de 2012)[87]
- Adílson Batista (noviembre de 2012–agosto de 2013)[88][89]
- Vinícius Eutrópio (noviembre de 2013–abril de 2014)[90][91]
- Guto Fereira (abril de 2014–julio de 2014)[92][93]
- Argel Fucks (julio de 2014–agosto de 2015)[94][95]
- René Simões (agosto de 2015–septiembre de 2015)[96][97]
- Hudson Coutinho (interino- septiembre de 2015/septiembre de 2015–febrero de 2016/interino- febrero de 2016)[98][99][100][101]
- Vinícius Eutrópio (febrero de 2016–julio de 2016)[102][103]
- Argel Fucks (junio de 2016–agosto de 2016)[104][105]
- Tuca Guimarães (interino- agosto de 2016–septiembre de 2016/septiembre de 2016)[106][107][108]
- Marquinhos Santos (septiembre de 2016–febrero de 2017)[109][110]
- Márcio Goiano (febrero de 2017–junio de 2017)[111][112]
- Marcelo Cabo (junio de 2017–julio de 2017)[113][114]
- Milton Cruz (agosto de 2017–septiembre de 2018)[115][116][117]
- Rogério Micale (septiembre de 2018–noviembre de 2018)[118][119]
- Hemerson Maria (noviembre de 2018–julio de 2019)[120][121]
- Márcio Coelho (interino- julio de 2019)[121]
- Vinícius Eutrópio (julio de 2019–septiembre de 2019)[122][123]
- Márcio Coelho (interino- septiembre de 2019/septiembre de 2019–octubre de 2019)[123][124]
- Pintado (octubre de 2019–?)[125]
- Elano (agosto de 2020–noviembre de 2020)[126][127]
- Jorginho (noviembre de 2020–noviembre de 2021)[128][129]
- Júnior Rocha (noviembre de 2021–noviembre de 2022)[130][131]
- Cristóvão Borges (noviembre de 2022–marzo de 2023)[132][133]
- Douglas Bazolli (interino- marzo de 2023–abril de 2023)[134]
- Roberto Fonseca (abril de 2023–junio de 2023)[135][136]
- Paulo Baier (junio de 2023–octubre de 2023)[137][138]
- João Burse (diciembre de 2023–agosto de 2024)[139][3]
- Rodrigo Carpegiani (interino- agosto de 2024–presente)[3]

## Presidentes
- Claudio Vernalha (?-2018)[140]
- Claudio Honigman (2018-2019)[140][141]
- Francisco de Assis Filho (2019-2020)[141]
- Norton Boppré (2020-2022)[142]
- José Tadeu Cruz (2022-presente)[1]

## Datos del club
- Participaciones en la Copa Sudamericana: 4 (2004, 2007, 2012, 2016)

Mejor posición: Segunda fase (2007, 2012, 2016)

## Participaciones internacionales
| Competencia           | Edición                 |
| --------------------- | ----------------------- |
| Copa Sudamericana (4) | 2004, 2007, 2012, 2016. |

### Por competición
| Torneo            | TJ | PJ | PG | PE | PP | GF | GC | DG | Puntos |
| ----------------- | -- | -- | -- | -- | -- | -- | -- | -- | ------ |
| Copa Sudamericana | 4  | 8  | 1  | 5  | 2  | 12 | 14 | -2 | 8      |
| Total             | 4  | 8  | 1  | 5  | 2  | 12 | 14 | -2 | 8      |

## Palmarés

### Torneos estaduales
- Campeonato Catarinense (18): 1932, 1935, 1936, 1937, 1939, 1941, 1972, 1974, 1994, 1999, 2000, 2002, 2003, 2004, 2006, 2008, 2014, 2015, 2018.
- Copa Santa Catarina (3): 1990, 1996, 2021
- Recopa Catarinense (2): 2019, 2022

### Torneos nacionales
- Subcampeón de la Copa de Brasil (1): 2007
- Subcampeón del Campeonato Brasileño de Serie B (2): 2001 y 2010

### Torneos amistosos
- Torneo Mercosur: 1995